# گونگ جیونگ گوجوسان
گونگ جیونگ گوجوسان چهارمین امپراتور سلسله گوجوسان بود.او از سال ۱۰۳۰ قبل از میلاد تا سال ۱۰۰۰ قبل از میلاد حکومت کرد. نام واقعی او باک (هانگول:백) بوده است. بعد از او مونمو از گوجوسان که ولیعهد بود به فرمانروایی رسید.